# Ivan Garanin
Ivan Ivanovitj Garanin (ryska Иван Иванович Гаранин), född 1 augusti 1945 i Rudnyj i Kazakiska SSR i Sovjetunionen, är en före detta sovjetisk längdskidåkare.
Garanin erövrade sin första medalj i ett stort mästerskap då han med det sovjetiska laget blev tvåa i 4 x 10 kilometer stafett vid världsmästerskapen 1974 i Falun. Han var också med och tog bronsmedalj vid olympiska vinterspelen 1976 i Innsbruck på 4 x 10 kilometer stafett. Där vann han även individuell bronsmedalj på 30 kilometer. Han vann även Vasaloppet 1977 som den ende sovjetiske åkare som vunnit Vasaloppet.

### Fotnoter
1. ↑  ”Vasaloppet”. Vasaloppet. Arkiverad från originalet den 3 december 2013. https://web.archive.org/web/20131203033229/http://www.vasaloppet.se/wps/wcm/connect/989fe080449c33e79e4cff27c64f5ec4/segrare_Vasaloppet_sv3bcd.pdf?MOD=AJPERES. Läst 29 november 2013.